# Spongia officinalis
Espèce
Spongia officinalis (Linnaeus, 1759) est une espèce d'éponge de la famille des Spongiidés. Elle est utilisée comme éponge de toilette, sa pêche est réglementée car c’est une espèce protégée.

## Conservation
Autrefois très commune dans la Méditerranée, sa présence a été considérablement raréfiée en raison de l'exploitation commerciale intense et de diverses épidémies qui ont décimé les populations d'éponges naturelles.
Actuellement Spongia officinalis est une espèce protégée (incluse dans l'Annexe III de la Convention de Berne et l'annexe III ASPIM de la Convention de Barcelone) et sa pêche est réglementée.